# Italia in Comune
Italia in Comune è un partito politico italiano fondato il 15 aprile 2018 per iniziativa di vari  sindaci: Alessio Pascucci (sindaco di Cerveteri dal 2012 al 2022), Federico Pizzarotti (sindaco di Parma dal 2012 al 2022), Damiano Coletta (sindaco di Latina dal 2016 al 2022) e Michele Abbaticchio (sindaco di Bitonto dal 2012 al 2022), con lo scopo di aggregare quegli amministratori locali, espressioni di liste civiche, interessati ad un progetto di incisiva partecipazione dei territori  in ambito nazionale.

## Storia

### Fondazione del "partito dei Sindaci"
Italia in Comune nasce da un'idea del sindaco del comune di Cerveteri (Roma) Alessio Pascucci che, nel 2014, crea una rete di scambio di buone pratiche tra i sindaci vedendo come gli amministratori locali fossero soli, sovente abbandonati anche dai loro stessi partiti nazionali. Del nucleo originario restano Alessio Pascucci, Marco Cappelletti, Simone Righi, Nuto Girotto, Federica Battafarano, Luca Agnello, Alessandra Lombardi, Marco Mampieri, Francesco Manella.
Il 3 dicembre 2017, a Roma, all'Opificio Romaeuropa, Pascucci lancia l'idea di trasformare la rete di buone pratiche in un soggetto politico dinamico e strutturato. Quel giorno aderiscono pubblicamente il Sindaco di Parma Federico Pizzarotti e il Sindaco di Latina Damiano Coletta e quattrocento tra sindaci, assessori e consiglieri comunali provenienti da ogni angolo del Paese.
Il 16 aprile 2018 viene fondato ufficialmente con atto notarile il Partito Italia in Comune; il Sindaco di Cerveteri Alessio Pascucci viene nominato Coordinatore nazionale, quello di Parma Federico Pizzarotti viene nominato presidente nazionale e quello di Latina Damiano Coletta viene nominato Vicepresidente nazionale. Successivamente il primo cittadino di Bitonto Michele Abbaticchio viene nominato ViceCoordinatore nazionale.
Nell'ottobre dello stesso anno il deputato Serse Soverini decide di aderire al partito, conseguentemente Italia in Comune conta un parlamentare alla Camera dei deputati.

### Elezioni europee, regionali e amministrative del 2019
Alle elezioni regionali in Abruzzo del 2019, concorre a lanciare la lista "Abruzzo in Comune-Regione Facile" a sostegno di Giovanni Legnini per il centro-sinistra, la quale ottiene il 3,84% dei voti ed elegge il consigliere Sandro Mariani. Alle contemporanee elezioni regionali in Sardegna la lista "Saspraymythsrdegna in Comune con Massimo Zedda", composta da Italia in Comune e altri partiti di centro-sinistra, giunge al 2,46% ed elegge la consigliera Maria Laura Orrù, di Possibile.
Il Coordinamento nazionale del Partito nel marzo del 2019 delibera la partecipazione di Italia in Comune alle Elezioni europee del 2019 in coalizione con +Europa.
Alla consultazione elettorale europea prendono parte, tra gli altri, in qualità di candidati il Presidente nazionale Federico Pizzarotti nella circoscrizione Italia nord-Orientale e il ViceCoordinatore nazionale Michele Abbaticchio nella circoscrizione Italia meridionale.
Michele Abbaticchio con 27.467 preferenze (ampiamente votato della Circoscrizione Italia meridionale) e Federico Pizzarotti con 21.660 risultano tra i più votati della lista +Europa - Italia in Comune in tutta Italia. La lista, alla sua prima competizione nazionale, raccoglie 833.443 voti e il 3,11% ma non riesce a superare lo sbarramento del 4% necessario per l'elezione di eurodeputati.
Italia in Comune ha partecipato alle elezioni comunali italiane del 2019 presentando liste con il proprio simbolo in tutta Italia. Alle elezioni regionali in Piemonte Italia in Comune fa parte della coalizione di centro-sinistra con il candidato presidente Sergio Chiamparino, ma con lo 0,58% dei voti non elegge nessun consigliere. 
Il 23 settembre il deputato Serse Soverini lascia Italia in Comune per aderire al Partito Democratico.

### Elezioni amministrative 2020-2021-2022
Alle elezioni regionali di gennaio 2020 in Emilia-Romagna Italia in Comune fa parte della lista di centro-sinistra "Bonaccini Presidente", che con il 5,76% dei consensi elegge tre consiglieri, nessuno dei quali esponente del partito.
A settembre dello stesso anno Italia in Comune si presenta nelle Marche nella lista "Marche Coraggiose", a sostegno del candidato di centro-sinistra Maurizio Mangialardi. Con l'1,5% dei voti nessun consigliere viene eletto. In Puglia la lista "Italia in Comune" per Michele Emiliano, ancora una volta nel centro-sinistra, ottiene il 3,87% ma nessun eletto. In Toscana viene presentata la lista "Svolta!" insieme a Volt e Toscana nel Cuore per Eugenio Giani presidente, a capo di una coalizione di centro-sinistra. La lista si ferma allo 0,32% e nessun consigliere eletto. In Veneto invece la consigliera uscente Patrizia Bartelle si candida personalmente come presidente con la lista "Territori in Comune - Veneto Ecologia Solidarietà", che raggiunge lo 0,44% e rimane fuori dal consiglio. Alle elezioni comunali del 2020 Italia in Comune presenta liste proprie o composite con altre sigle politiche in varie città.
Alle elezioni amministrative del 2021 Damiano Coletta viene riconfermato come Sindaco di Latina, sostenuto questa volta da una coalizione di centro-sinistra.
Nel 2022 scade poi il secondo mandato come sindaco di Federico Pizzarotti a Parma, Alessio Pascucci a Cerveteri e Michele Abbaticchio a Bitonto.

### Elezioni politiche del 2022
In occasione delle elezioni politiche anticipate del 2022 il segretario Alessio Pascucci lancia l'Agenda Nazionale Civica, un progetto costituito da sindaci e amministratori locali che apre il dialogo con il centrosinistra; viene quindi raggiunta un'intesa con Impegno Civico, partito guidato dal ministro Luigi Di Maio, che però salta per divergenze sulla composizione delle liste.
Il presidente del partito Federico Pizzarotti partecipa, invece, alla Lista Civica Nazionale, lista elettorale costituita anche dall'associazione L'Italia C'è e inizialmente alleata con Italia Viva e Azione; a seguito di contrasti con le altre forze politiche della coalizione, però, Pizzarotti annuncia il ritiro della LCN dalla competizione elettorale. Nel novembre 2022 Pizzarotti annuncia la sua iscrizione a +Europa, con LCN al seguito.
Michele Abbaticchio viene candidato dal centro-sinistra come indipendente alla Camera nel Collegio uninominale Puglia 04 di Molfetta, vinto poi dalla candidata di centro-destra Rita Dalla Chiesa.

## Leadership
- Presidente: Federico Pizzarotti (2018–2022)
- Coordinatore: Alessio Pascucci (2018–in carica)

## Risultati elettorali
| Elezione     | Elezione     | Voti    | %    | Seggi  |
| ------------ | ------------ | ------- | ---- | ------ |
| Europee 2019 | Europee 2019 | 833.443 | 3,11 | 0 / 76 |
| 1.           |              |         |      |        |